# Kenneth Johnson (Regisseur)
Kenneth Johnson (* 26. Oktober 1942 in Pine Bluff, Arkansas) ist ein US-amerikanischer Drehbuchautor, Film- und Fernsehregisseur sowie -produzent.

## Leben
Johnson begann seine Laufbahn im Filmgeschäft als Regisseur Ende der 1960er Jahre. Zunächst inszenierte er bis in die 1970er Jahre hinein mehrere Fernsehfilme. Von 1975 bis 1976 war er als Drehbuchautor und Produzent an mehrere Folgen der Serie Der Sechs-Millionen-Dollar-Mann beteiligt, auf deren Grundlage er die Ableger-Serie Die Sieben-Millionen-Dollar-Frau entwickelte. Mit Der unglaubliche Hulk schuf er in dieser Zeit eine weitere Serie, deren Pilotfilm Der unglaubliche Hulk (1977) er auch inszenierte.
Johnson blieb auch in den folgenden Jahren der Science-Fiction verbunden und entwickelte weitere Fernsehformate, darunter die Serien V – Die außerirdischen Besucher kommen und Alien Nation sowie die dazugehörige Filmreihe Alien Nation, für die er auch als Regisseur tätig war.
Zuletzt trat er als Regisseur für verschiedene Fernsehformate in Erscheinung.

## Filmografie (Auswahl)
als Regisseur
- 1977: Der unglaubliche Hulk (The Incredible Hulk)
- 1988: Nummer 5 gibt nicht auf (Short Circuit 2)
- 1993: Die Rückkehr des Sherlock Holmes (Sherlock Holmes Returns)
- 1997: Steel Man
- 1999: Zenon, die kleine Heldin des 21sten Jahrhunderts (Zenon: Girl of the 21st Century)
- 1999: Die Rückkehr der vergessenen Freunde (Don’t Look Under the Bed)
- 1999–2001: Seven Days – Das Tor zur Zeit (Seven Days, Fernsehserie, 10 Folgen)
- 2002–2005: JAG – Im Auftrag der Ehre (JAG, Fernsehserie, 11 Folgen)

als Drehbuchautor
- 1975–1976: Der Sechs-Millionen-Dollar-Mann (The Six Million Dollar Man, Fernsehserie)
- 1975: Das Sechs-Millionen-Dollar-Girl (The Bionic Woman), Pilotfilm zur Serie
- 1976–1978: Die Sieben-Millionen-Dollar-Frau (The Bionic Woman, Fernsehserie)
- 1977–1982: Der unglaubliche Hulk (The Incredible Hulk, Fernsehserie)
- 1984–1985: V – Die außerirdischen Besucher kommen (V, Fernsehserie)
- 1989–1990: Alien Nation (Fernsehserie)